# Erica elimensis
Erica elimensis är en ljungväxtart som beskrevs av Harriet Margaret Louisa Bolus. Erica elimensis ingår i släktet klockljungssläktet, och familjen ljungväxter. Utöver nominatformen finns också underarten E. e. parvibracteata.